# Securigera grandiflora
Securigera grandiflora är en ärtväxtart som beskrevs av Per Lassen. Securigera grandiflora ingår i släktet rosenkroniller, och familjen ärtväxter. Inga underarter finns listade i Catalogue of Life.